# Alfredo Fioravanti
Pour les articles homonymes, voir Fioravanti.
Alfredo Adolfo Fioravanti (1886-1963) est un sculpteur italien, auteur des faux guerriers en terracotta étrusques, vendus par le marchand d'art et de vestiges antiques Domenico Fuschini (1870 - 1933), avec la complicité des frères Pio et Alfonso Ricardi et de leurs six fils, au Metropolitan Museum of Art entre 1915 et 1921.

## Biographie
Au début du XXe siècle, Fioravanti fait la connaissance des frères Riccardi qui tiennent un atelier de réparation d'antiquités. Le groupe finit par créer ses propres objets, en commençant par des fragments de pièces historiques, puis en reproduisant ensuite trois statuettes en terracota de guerriers étrusques qui se retrouvent exposées au Metropolitan Museum of Art de New York à partir de 1933. Dès 1936, le marchand d'art Pietro Tozzi avance que les statuettes sont fausses, et identifie « Fioravanti-Riccardi Bros » comme étant les faussaires.
En 1961, le Met de New York admet pour la première fois de son histoire avoir identifié des faux dans ses collections exposées, les trois sculptures de guerriers étrusques conçues par Fioravanti et les frères Riccardi, une supercherie repérée le curateur Harold Woodbury Parsons qui commença à enquêter sur les statuettes dès 1959.
Fioravanti fait ses aveux en janvier 1961 au consulat américain de Rome en expliquant avoir fabriqué ces faux dans son atelier d'Orvieto en 1914. Pour appuyer ses aveux il produit le pouce droit manquant de la soi-disant découverte. Les autorités préviennent le Metropolitan Museum of Art de New York qui a entretemps mené des études sur les sculptures pour y découvrir un colorant moderne discréditant leur authenticité, le dioxyde de manganèse,. Les trois statuettes ont été scellées dans les caves du musée avec un accès interdit au public.